# 台北四國八十八所靈場
台北四國八十八所靈場是於日治時期由鎌野芳松等真言宗信徒創設的靈場，也稱為台北四國八十八所石佛。

## 概要
大正14年（1925年），鎌野芳松等真言宗弘法寺信徒為了祈求同胞幸福、台灣繁榮而發願創設「台北新四國八十八箇所靈場」。其構想源自弘法大師空海在四國開創的「四國八十八箇所」，選定台北市內、圓山、芝山岩、草山、竹子湖、北投等各處安置本尊，並擇舊曆3月21日大師入定之日舉行開眼供養法會。

## 靈場一覽
其中第39番及第53番未有照片證實。
第3番因原二殯念佛寺遷移，去向存疑。
第44番因餐廳遷移，去向存疑。
第31番文殊菩薩已於美國密西根州發現，因此推斷目前位於正願禪寺的文殊菩薩石佛應為私人迎請，非當初四國系列。
| 禮所   | 山號       | 寺            | 本尊                 | 所在地               | 石佛目前所在地                                       |
| ------ | ---------- | ------------- | -------------------- | -------------------- | ---------------------------------------------------- |
| 第1番  | 竺和山     | 靈山寺        | 釋迦如來             | 西門町弘法寺         | 臺北天后宮                                           |
| 第2番  | 日照山     | 極樂寺        | 阿彌陀如來           | 西門町弘法寺         | 臺北天后宮                                           |
| 第3番  | 龜光山     | 金泉寺        | 釋迦如來             | 萬華豐川稻荷         |                                                      |
| 第4番  | 黑巖山     | 大日寺        | 大日如來             | 新富町不動尊         |                                                      |
| 第5番  | 無尽山     | 地藏寺        | 勝軍地藏菩薩         | 新富町不動尊         |                                                      |
| 第6番  | 溫泉山     | 安樂寺        | 藥師如來             | 東門町曹洞宗別院     |                                                      |
| 第7番  | 光明山     | 十樂寺        | 阿彌陀如來           | 大正町大正公園       |                                                      |
| 第8番  | 普明山     | 熊谷寺        | 千手觀世音菩薩       | 三橋町葬儀場         |                                                      |
| 第9番  | 正覺山     | 法輪寺        | 涅槃釋迦如來         | 三橋町葬儀場         |                                                      |
| 第10番 | 得度山     | 切幡寺        | 千手觀世音菩薩       | 三橋町葬儀場         |                                                      |
| 第11番 | 金剛山     | 藤井寺        | 藥師如來             | 圓山臨濟護國禪寺     | 臨濟護國禪寺                                         |
| 第12番 | 摩盧山     | 燒山寺        | 虛空藏菩薩           | 圓山臨濟護國禪寺     | 臨濟護國禪寺                                         |
| 第13番 | 大栗山     | 大日寺        | 十一面觀世音菩薩     | 圓山臨濟護國禪寺     | 臨濟護國禪寺                                         |
| 第14番 | 盛壽山     | 常樂寺        | 彌勒菩薩             | 圓山臨濟護國禪寺     |                                                      |
| 第15番 | 藥王山     | 國分寺        | 藥師如來             | 淨土宗               |                                                      |
| 第16番 | 光耀山     | 觀音寺        | 千手觀世音菩薩       | 淨土宗               | 臨濟護國禪寺                                         |
| 第17番 | 瑠璃山     | 井戶寺        | 七佛藥師如來         | 淨土宗               |                                                      |
| 第18番 | 母養山     | 恩山寺        | 藥師如來             | 淨土宗               | 臨濟護國禪寺                                         |
| 第19番 | 橋池山     | 立江寺        | 延命地藏菩薩         | 芝山巖               | 大直正願禪寺                                         |
| 第20番 | 靈鷲山     | 鶴林寺        | 地藏菩薩             | 芝山巖               |                                                      |
| 第21番 | 舎心山     | 太龍寺        | 虛空藏菩薩           | 芝山巖               |                                                      |
| 第22番 | 白水山     | 平等寺        | 藥師如來             | 芝山巖               | 大直正願禪寺                                         |
| 第23番 | 醫王山     | 藥王寺        | 藥師如來             | 芝山巖               |                                                      |
| 第24番 | 室戶山     | 最御崎寺      | 虛空藏菩薩           | 芝山巖               |                                                      |
| 第25番 | 寶珠山     | 津照寺        | 延命地藏菩薩         | 芝山巖               |                                                      |
| 第26番 | 龍頭山     | 金剛頂寺      | 藥師如來             | 芝山巖               |                                                      |
| 第27番 | 竹林山     | 神峯寺        | 十一面觀世音菩薩     | 芝山巖               | 國立台灣歷史博物館                                   |
| 第28番 | 法界山     | 大日寺        | 大日如來             | 芝山巖               | 大直正願禪寺                                         |
| 第29番 | 摩尼山     | 國分寺        | 千手觀世音菩薩       | 芝山巖               | 美國密西根州私人收藏                                 |
| 第30番 | 百々山     | 善樂寺        | 阿彌陀如來           | 芝山巖               |                                                      |
| 第31番 | 五台山     | 竹林寺        | 文殊菩薩             | 芝山巖               | 美國密西根州私人收藏                                 |
| 第32番 | 八葉山     | 禪師峰寺      | 十一面觀世音菩薩     | 芝山巖               |                                                      |
| 第33番 | 高福山     | 雪蹊寺        | 藥師如來             | 芝山巖               |                                                      |
| 第34番 | 本尾山     | 種間寺        | 藥師如來             | 芝山巖               | 大直正願禪寺                                         |
| 第35番 | 醫王山     | 清瀧寺        | 藥師如來             | 芝山巖               |                                                      |
| 第36番 | 獨鈷山     | 青龍寺        | 波切不動明王         | 士林往草山道路       | 大直正願禪寺                                         |
| 第37番 | 藤井山     | 岩本寺        | 阿彌陀如來           | 士林往草山道路       | 大直正願禪寺                                         |
| 第38番 | 蹉跎山     | 金剛福寺      | 三面千手觀世音菩薩   | 士林往草山道路       | 大直正願禪寺                                         |
| 第39番 | 赤龜山     | 延光寺        | 藥師如來             | 士林往草山道路       | 仰德大道巷內民宅                                     |
| 第40番 | 平城山     | 觀自在寺      | 藥師如來             | 士林往草山道路       | 北投文物館                                           |
| 第41番 | 稻荷山     | 龍光寺        | 十一面觀世音菩薩     | 士林往草山道路       |                                                      |
| 第42番 | 一{王果}山 | 佛木寺        | 大日如來             | 士林往草山道路       |                                                      |
| 第43番 | 源光山     | 明石寺        | 千手觀世音菩薩       | 士林往草山道路       | 國立台灣歷史博物館                                   |
| 第44番 | 菅生山     | 大寶寺        | 十一面觀世音菩薩     | 士林往草山道路       | 格致路山頂餐廳                                       |
| 第45番 | 海岸山     | 岩屋寺        | 不動明王             | 草山往竹子湖道路     | 紗帽路新薈芳站附近民宅                               |
| 第46番 | 醫王山     | 淨瑠璃寺      | 藥師如來             | 草山往竹子湖道路     |                                                      |
| 第47番 | 熊野山     | 八坂寺        | 阿彌陀如來           | 草山往竹子湖道路     |                                                      |
| 第48番 | 清瀧山     | 西林寺        | 十一面觀世音菩薩     | 草山往竹子湖道路     |                                                      |
| 第49番 | 西林山     | 淨土寺        | 釋迦如來             | 草山往竹子湖道路     | 國立台灣歷史博物館                                   |
| 第50番 | 東山       | 繁多寺        | 藥師如來             | 草山往竹子湖道路     |                                                      |
| 第51番 | 熊野山     | 石手寺        | 藥師如來             | 草山往竹子湖道路     | 平菁街10巷的小廟內                                   |
| 第52番 | 瀧雲山     | 太山寺        | 十一面觀世音菩薩     | 草山往竹子湖道路     |                                                      |
| 第53番 | 須賀山     | 圓明寺        | 阿彌陀如來           | 草山往竹子湖道路     | 中山樓                                               |
| 第54番 | 近見山     | 延命寺        | 不動明王             | 草山往竹子湖道路     |                                                      |
| 第55番 | 別宮山     | 南光坊        | 大通智勝如來         | 草山往竹子湖道路     |                                                      |
| 第56番 | 金輪山     | 泰山寺        | 地藏菩薩             | 草山往竹子湖道路     | 中興路胡宗南將軍墓右側的小徑                         |
| 第57番 | 府頭山     | 榮福寺        | 阿彌陀如來           | 草山往竹子湖道路     |                                                      |
| 第58番 | 作禮山     | 仙遊寺        | 千手觀世音菩薩       | 草山往竹子湖道路     |                                                      |
| 第59番 | 金光山     | 國分寺        | 藥師如來             | 草山往竹子湖道路     |                                                      |
| 第60番 | 石鐵山     | 橫峰寺        | 大日如來             | 草山往竹子湖道路     |                                                      |
| 第61番 | 栴檀山     | 香園寺        | 大日如來             | 草山往竹子湖道路     | 桃園南僑化工觀光體驗工廠                             |
| 第62番 | 天養山     | 一ノ宮 寶壽寺 | 十一面觀世音菩薩     | 草山往北投道路       |                                                      |
| 第63番 | 密教山     | 吉祥寺        | 毘沙門天             | 草山往北投道路       |                                                      |
| 第64番 | 石鈇山     | 前神寺        | 阿彌陀如來           | 草山往北投道路       | 菁山路99巷77號                                       |
| 第65番 | 由靈山     | 三角寺        | 十一面觀世音菩薩     | 草山往北投道路       |                                                      |
| 第66番 | 巨鼇山     | 雲邊寺        | 千手觀世音菩薩       | 草山往北投道路       | 北投文物館                                           |
| 第67番 | 小松尾山   | 大興寺        | 藥師如來             | 草山往北投道路       |                                                      |
| 第68番 | 琴彈山     | 神惠院        | 阿彌陀如來           | 草山往北投道路       | 寶山建設招待所內的紫明溪谷中(私人產業，只能從旁遠眺) |
| 第69番 | 七寶山     | 觀音寺        | 聖觀世音菩薩         | 草山往北投道路       | 北投文物館                                           |
| 第70番 | 七寶山     | 本山寺        | 馬頭觀世音菩薩       | 草山往北投道路       | 櫻岡溫泉會館                                         |
| 第71番 | 劍御山     | 彌谷寺        | 千手觀世音菩薩       | 草山往北投道路       |                                                      |
| 第72番 | 我拜志山   | 曼荼羅寺      | 大日如來             | 北投星乃湯佐野山附近 |                                                      |
| 第73番 | 我拜師山   | 出釋迦寺      | 釋迦如來             | 北投星乃湯佐野山附近 |                                                      |
| 第74番 | 醫王山     | 甲山寺        | 藥師如來             | 北投星乃湯佐野山附近 |                                                      |
| 第75番 | 五岳山     | 善通寺        | 藥師如來             | 北投星乃湯佐野山附近 | 臨濟護國禪寺                                         |
| 第76番 | 鷄足山     | 金倉寺        | 藥師如來             | 北投星乃湯佐野山附近 |                                                      |
| 第77番 | 桑多山     | 道隆寺        | 藥師如來             | 北投星乃湯佐野山附近 |                                                      |
| 第78番 | 佛光山     | 鄉照寺        | 阿彌陀如來           | 北投星乃湯佐野山附近 | 臨濟護國禪寺                                         |
| 第79番 | 金華山     | 天皇寺        | 十一面觀世音菩薩     | 北投星乃湯佐野山附近 | 臨濟護國禪寺                                         |
| 第80番 | 白牛山     | 國分寺        | 十一面千手觀世音菩薩 | 北投星乃湯佐野山附近 | 臨濟護國禪寺                                         |
| 第81番 | 陵松山     | 白峯寺        | 千手觀世音菩薩       | 北投往大師山道路     | 北投龍雲寺                                           |
| 第82番 | 青峰山     | 根香寺        | 千手觀世音菩薩       | 北投往大師山道路     |                                                      |
| 第83番 | 神毫山     | 一宮寺        | 聖觀世音菩薩         | 北投往大師山道路     |                                                      |
| 第84番 | 南面山     | 屋島寺        | 十一面千手觀世音菩薩 | 北投往大師山道路     |                                                      |
| 第85番 | 五劍山     | 八栗寺        | 聖觀世音菩薩         | 北投往大師山道路     |                                                      |
| 第86番 | 補陀落山   | 志度寺        | 十一面觀世音菩薩     | 北投往大師山道路     |                                                      |
| 第87番 | 補陀落山   | 長尾寺        | 聖觀世音菩薩         | 北投往大師山道路     |                                                      |
| 第88番 | 醫王山     | 大窪寺        | 藥師如來             | 北投鐵真院           | 北投普濟寺                                           |

## 相片

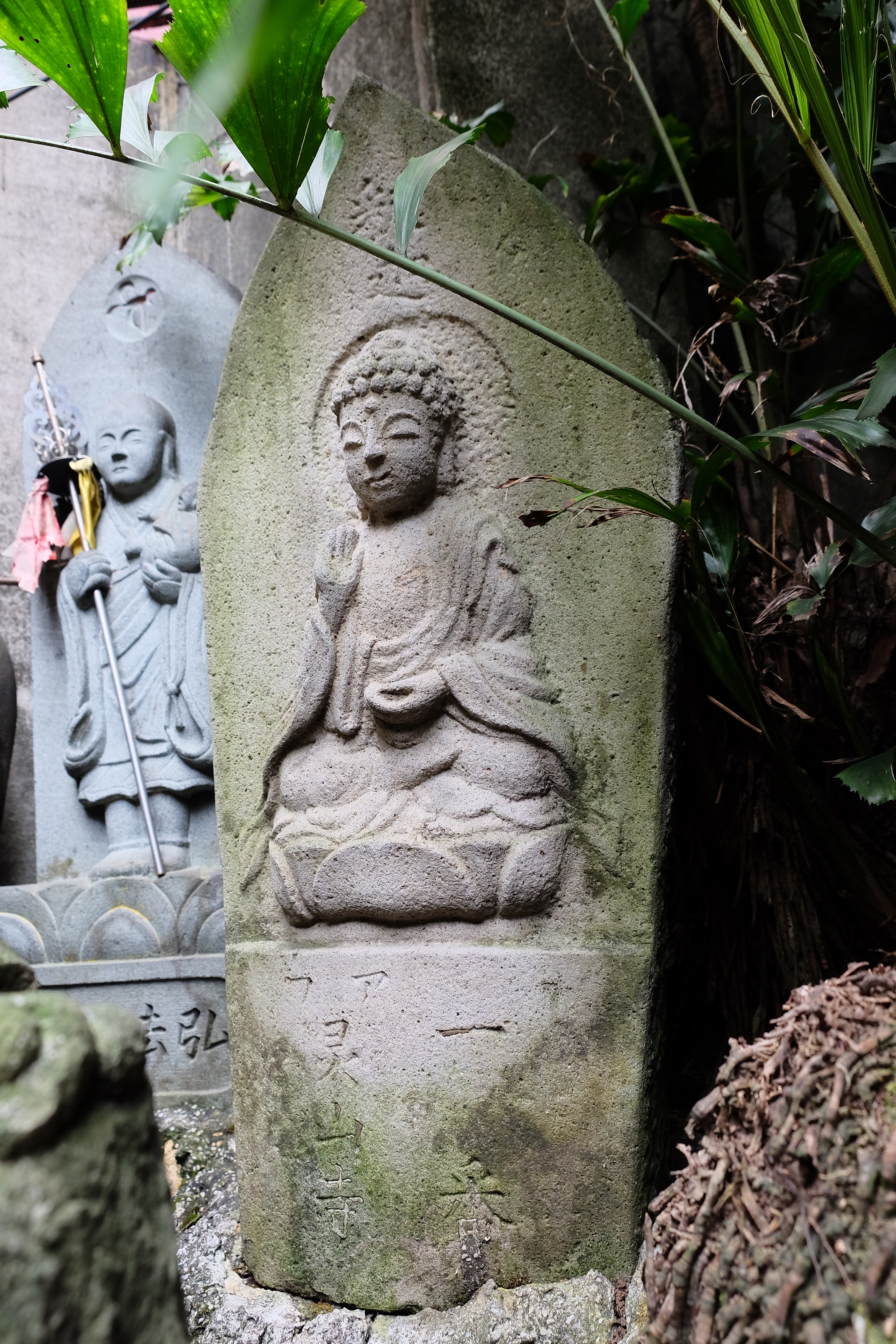
台北天后宮(第一番霊山寺釈迦如来)（1番）
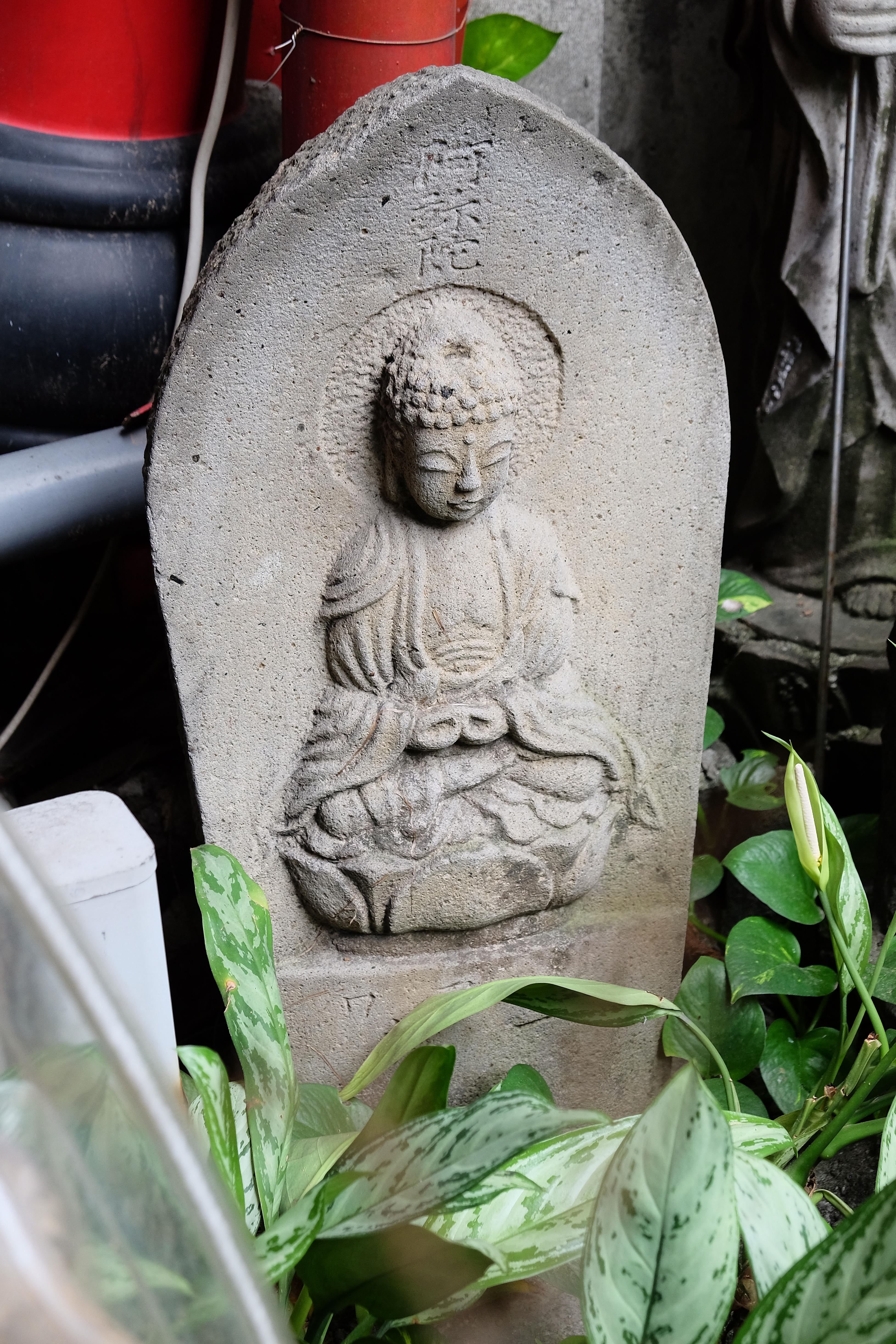
台北天后宮(第二番極楽寺阿弥陀如来)（2番）
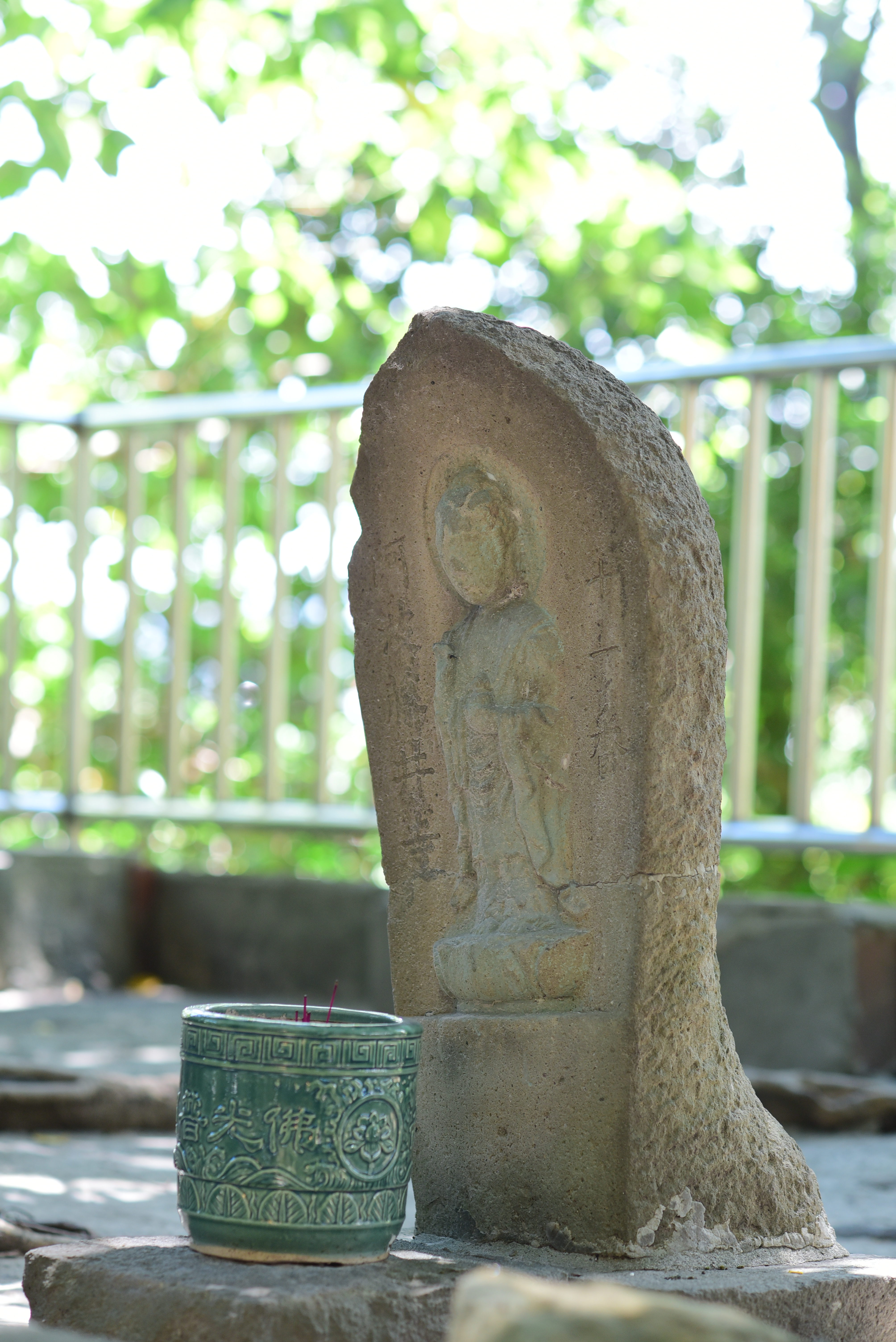
臨濟護國禪寺(第十一番阿波国藤井寺薬師如来)（11番）
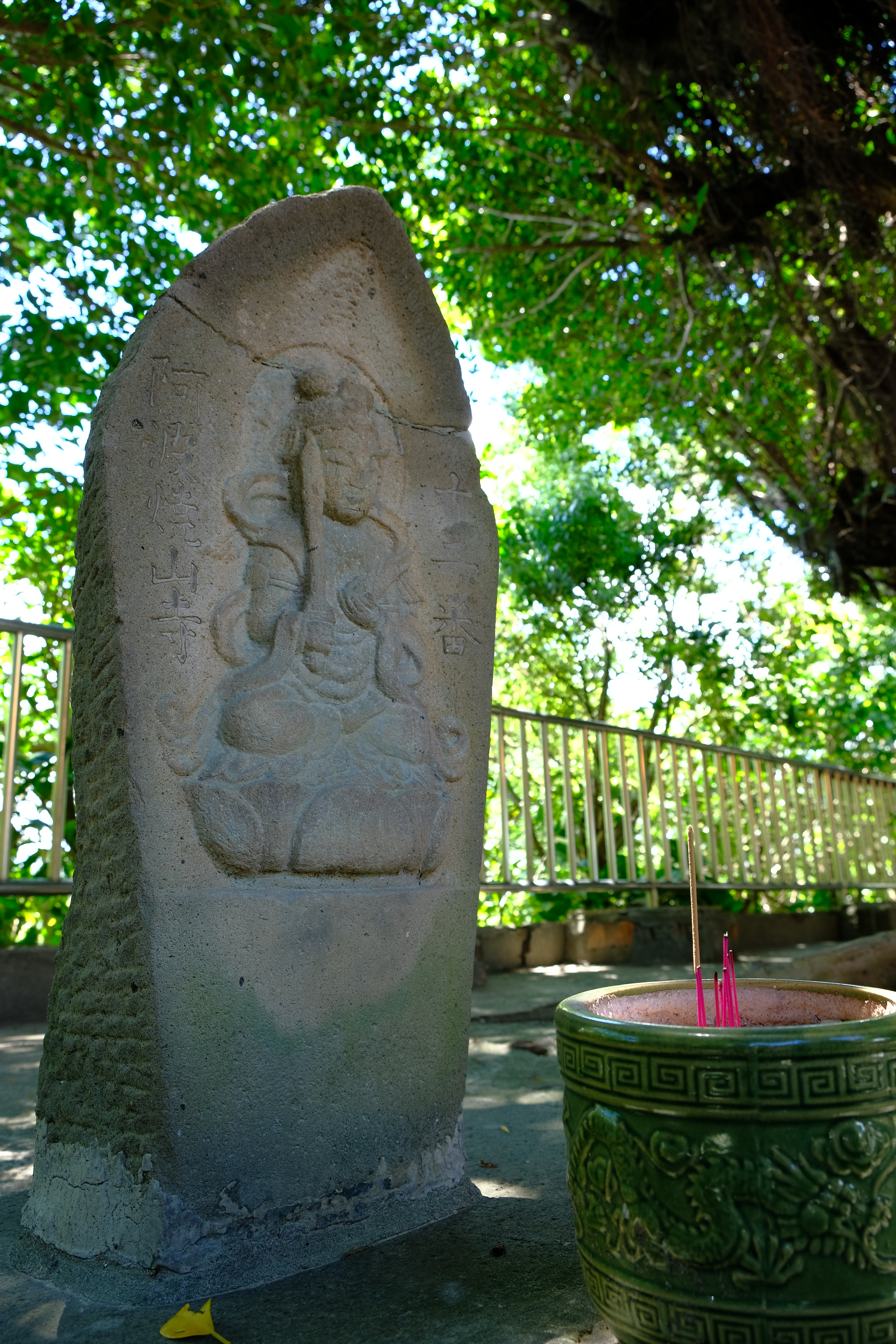
臨濟護國禪寺(第十二番焼山寺虚空蔵菩薩)（12番）
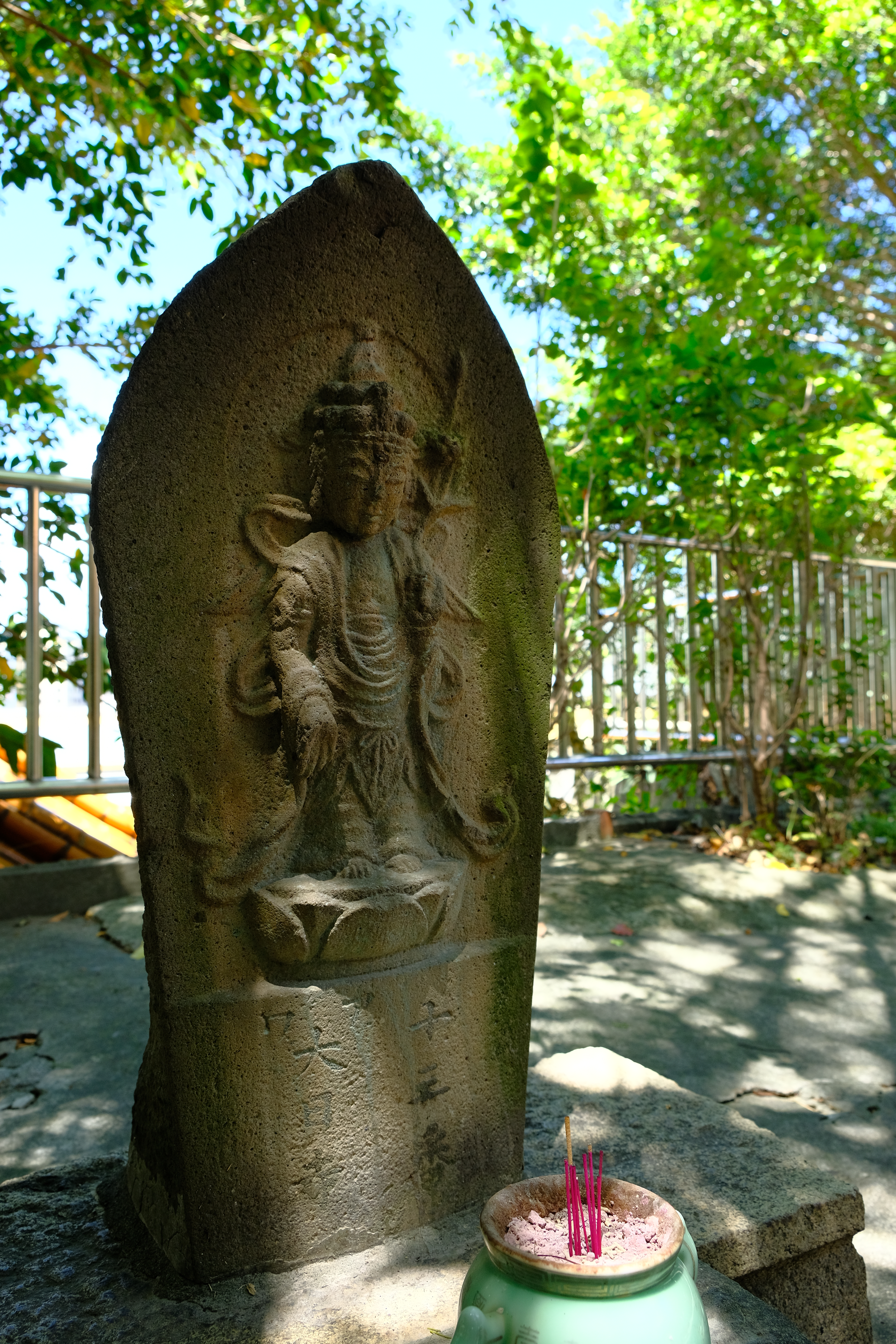
臨濟護國禪寺(第十三番阿波国大日寺十一面観世音菩薩)（13番）
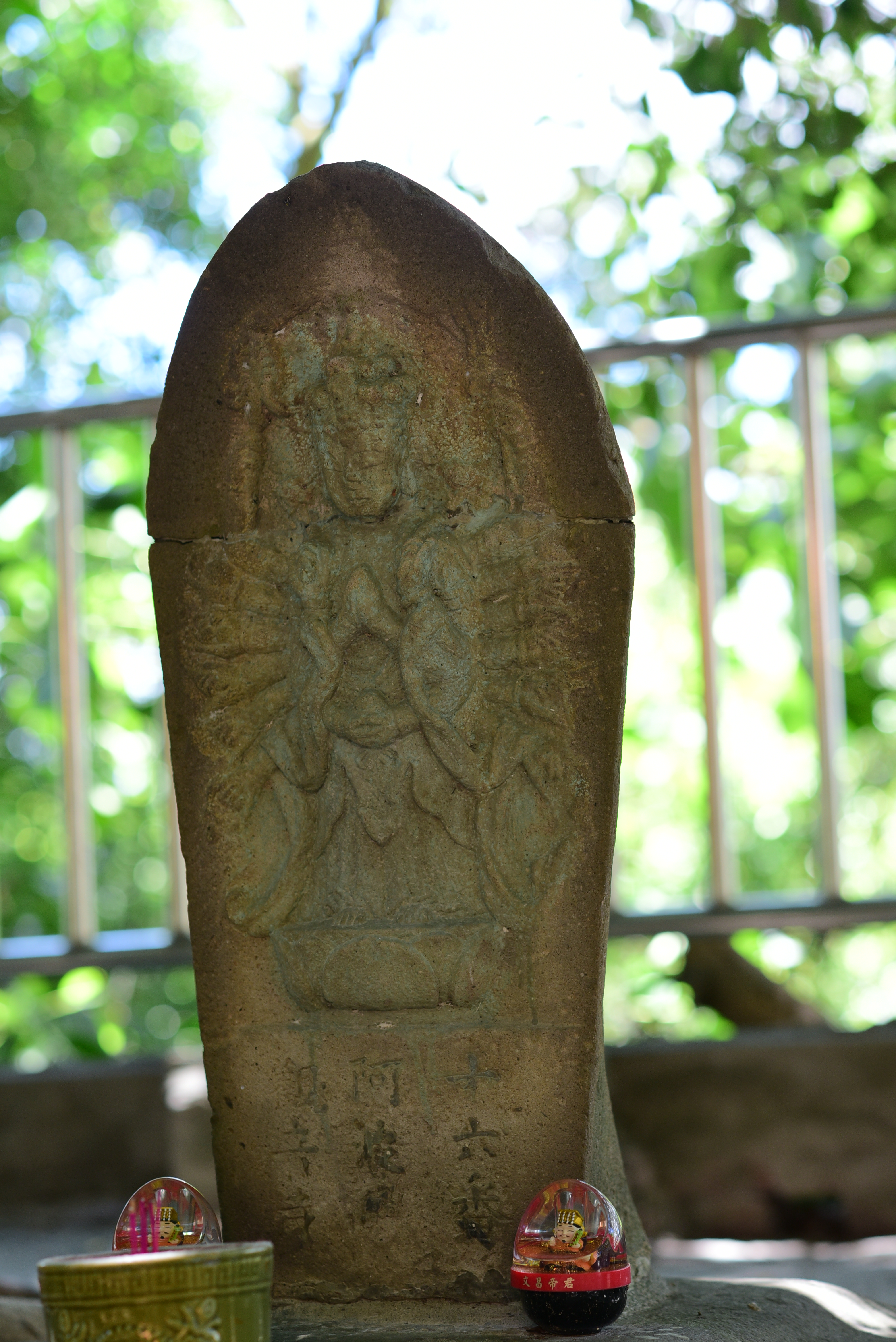
臨濟護國禪寺(第十六番阿波国観音寺千手観世音菩薩)（16番）
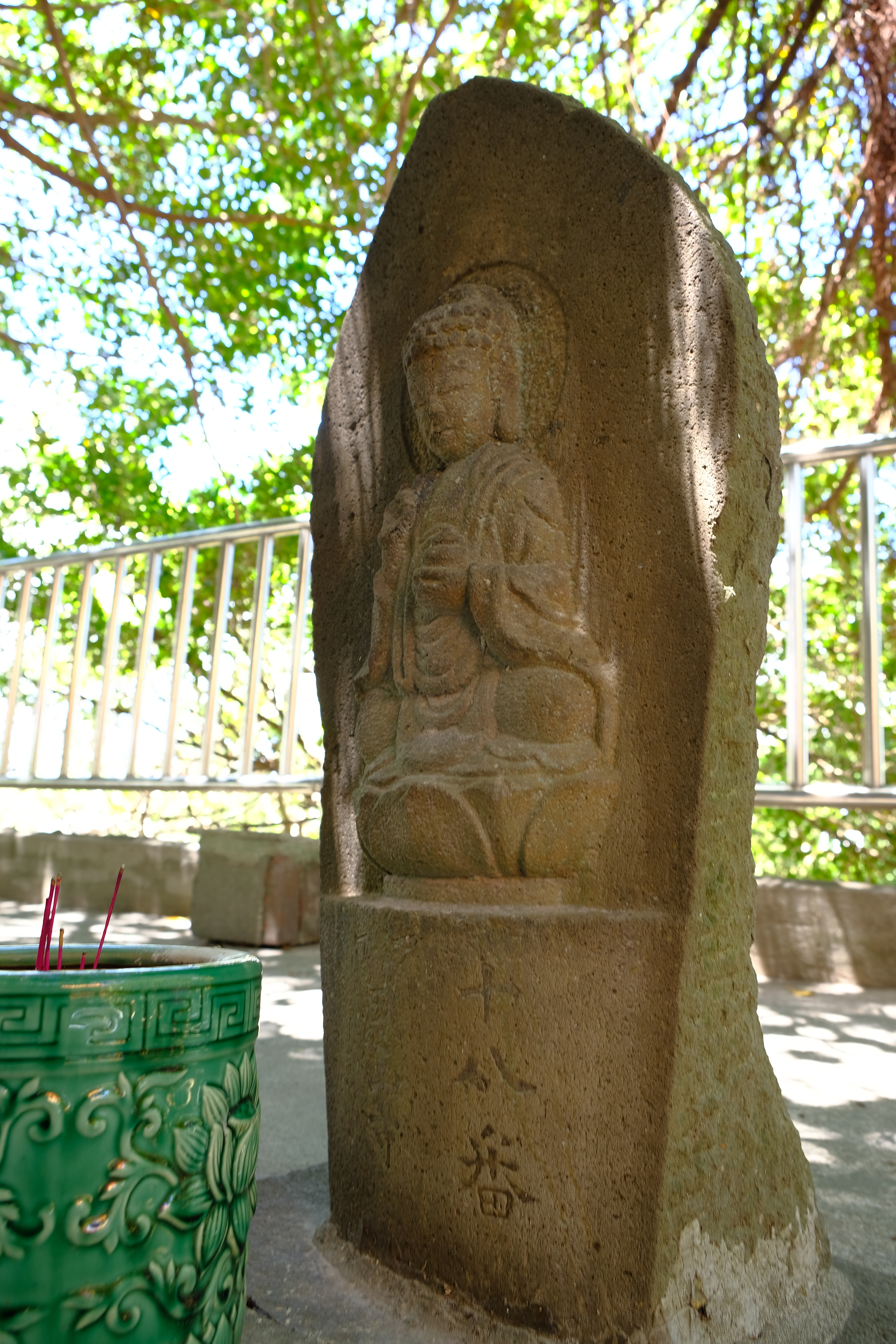
臨濟護國禪寺(第十八番阿波国恩山寺薬師如来)（18番）
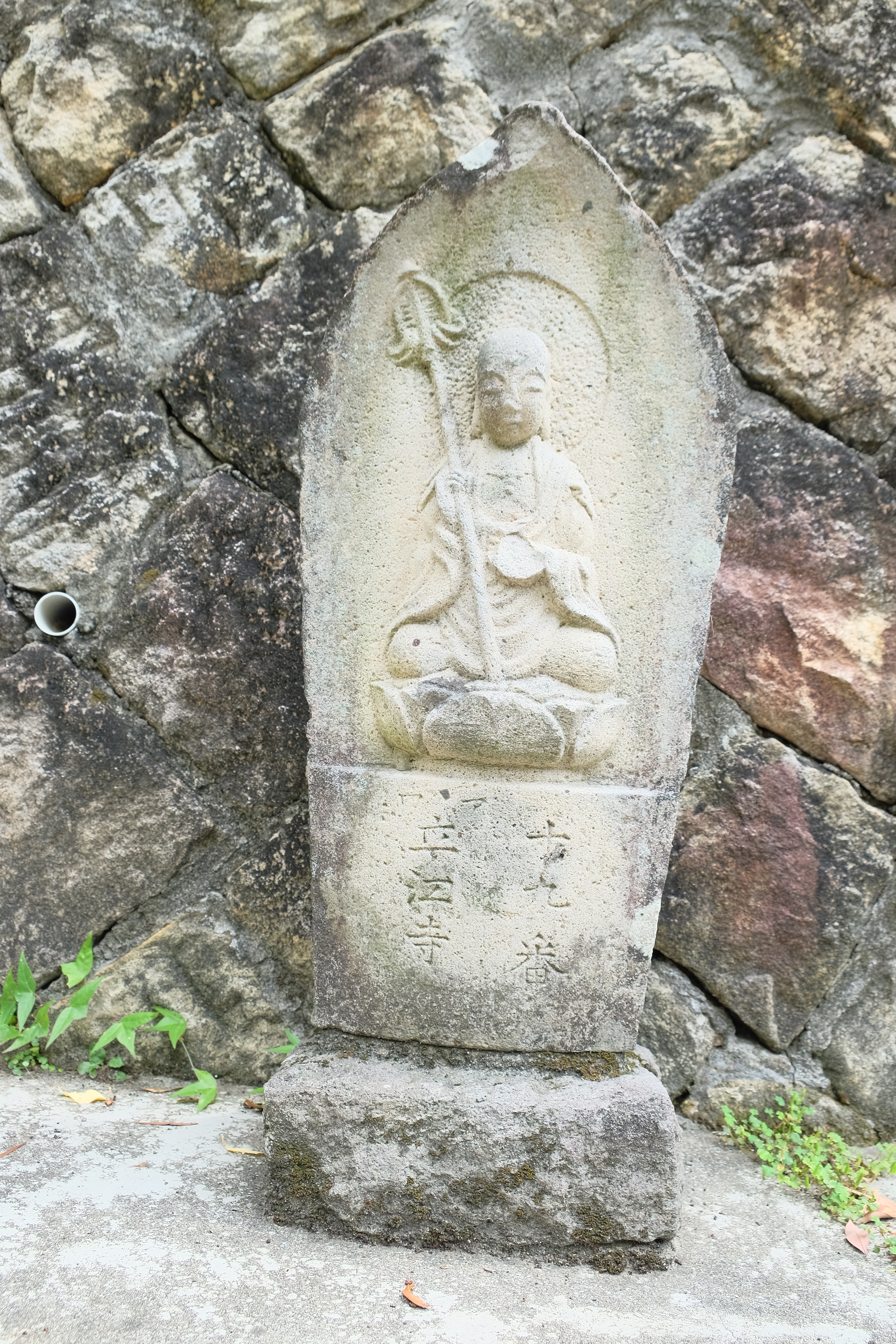
正願禪寺(第十九番立江寺延命地蔵菩薩)（19番）
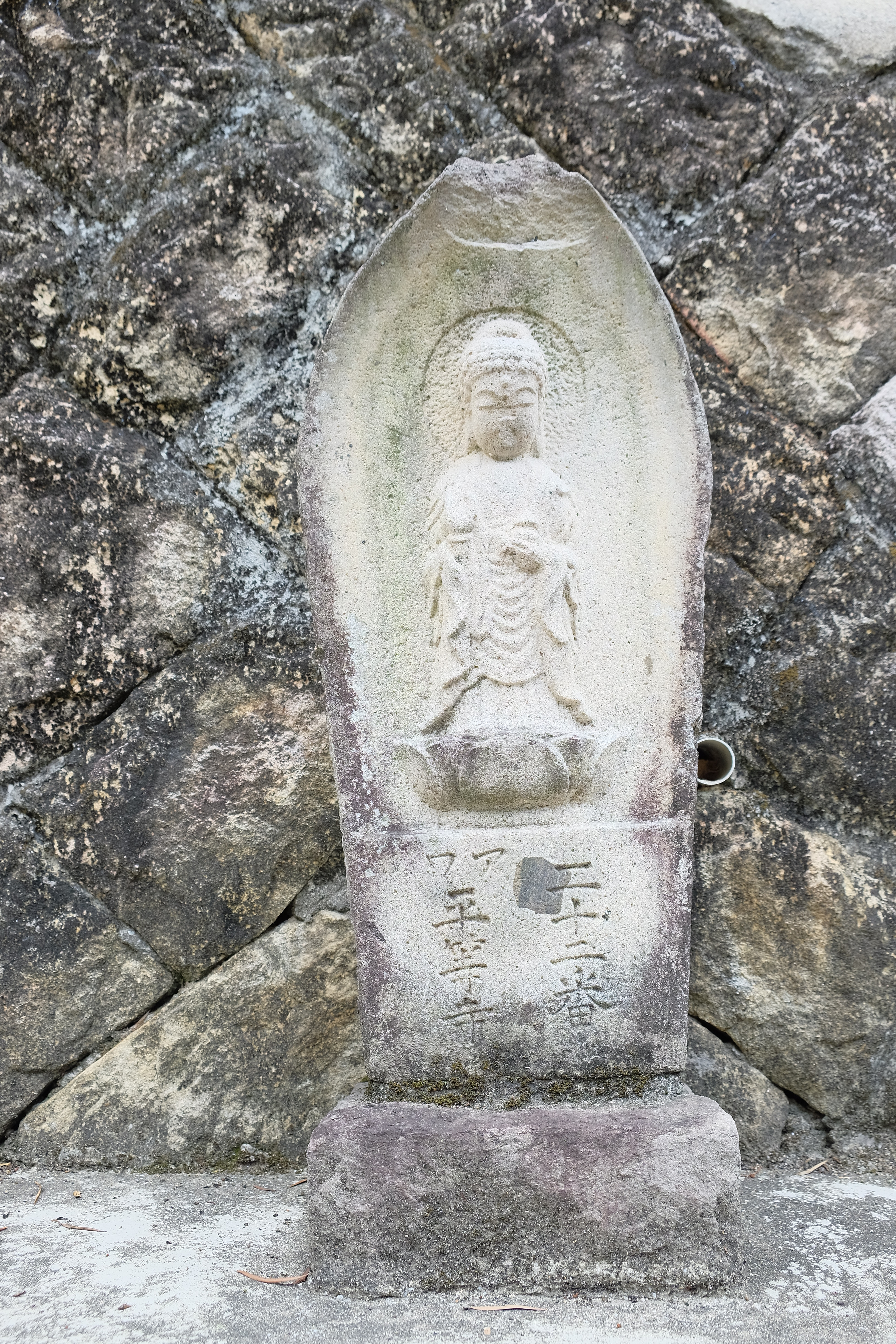
正願禪寺(第二十二番平等寺薬師如来)（22番）
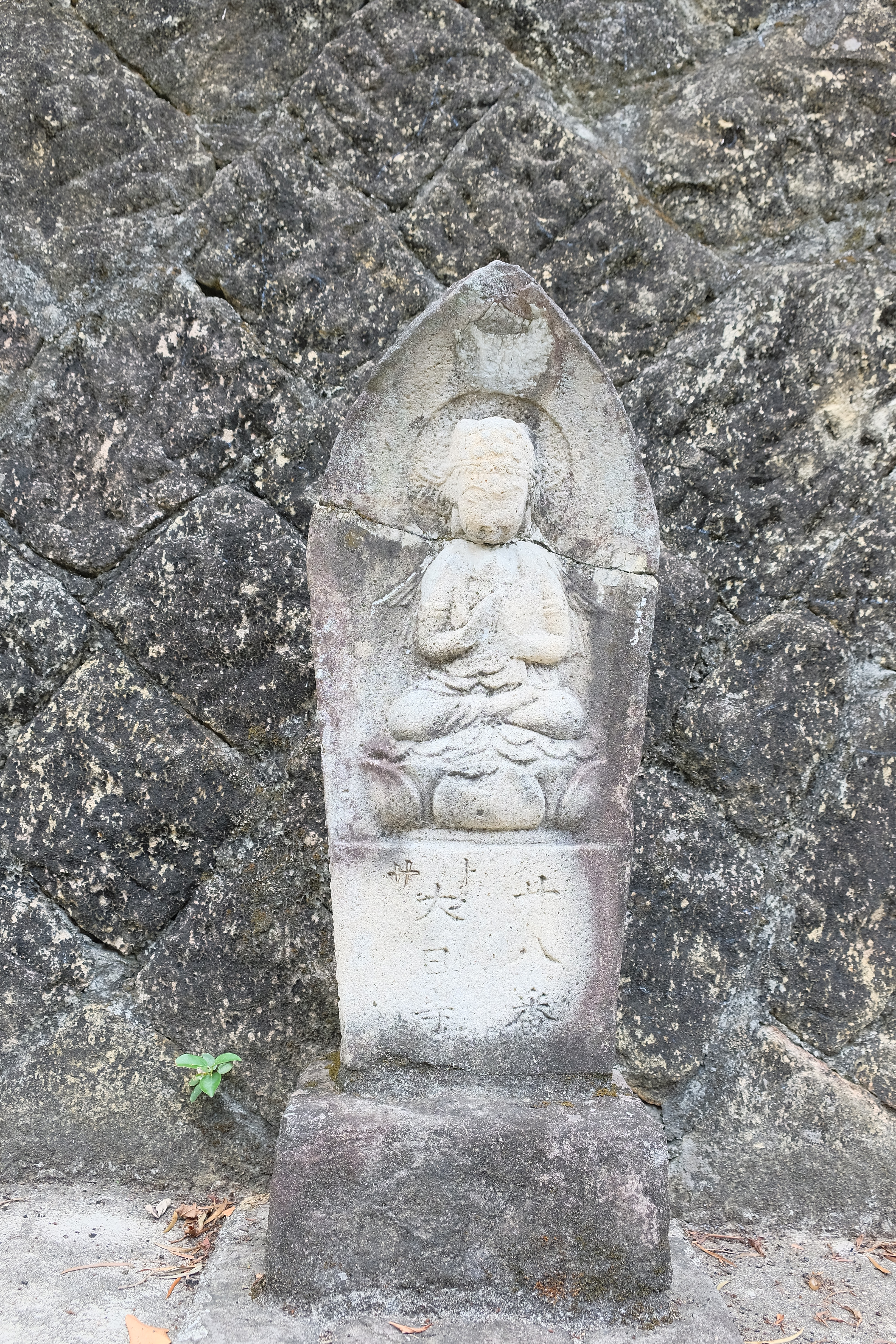
正願禪寺(第二十八番大日寺大日如来)（28番）
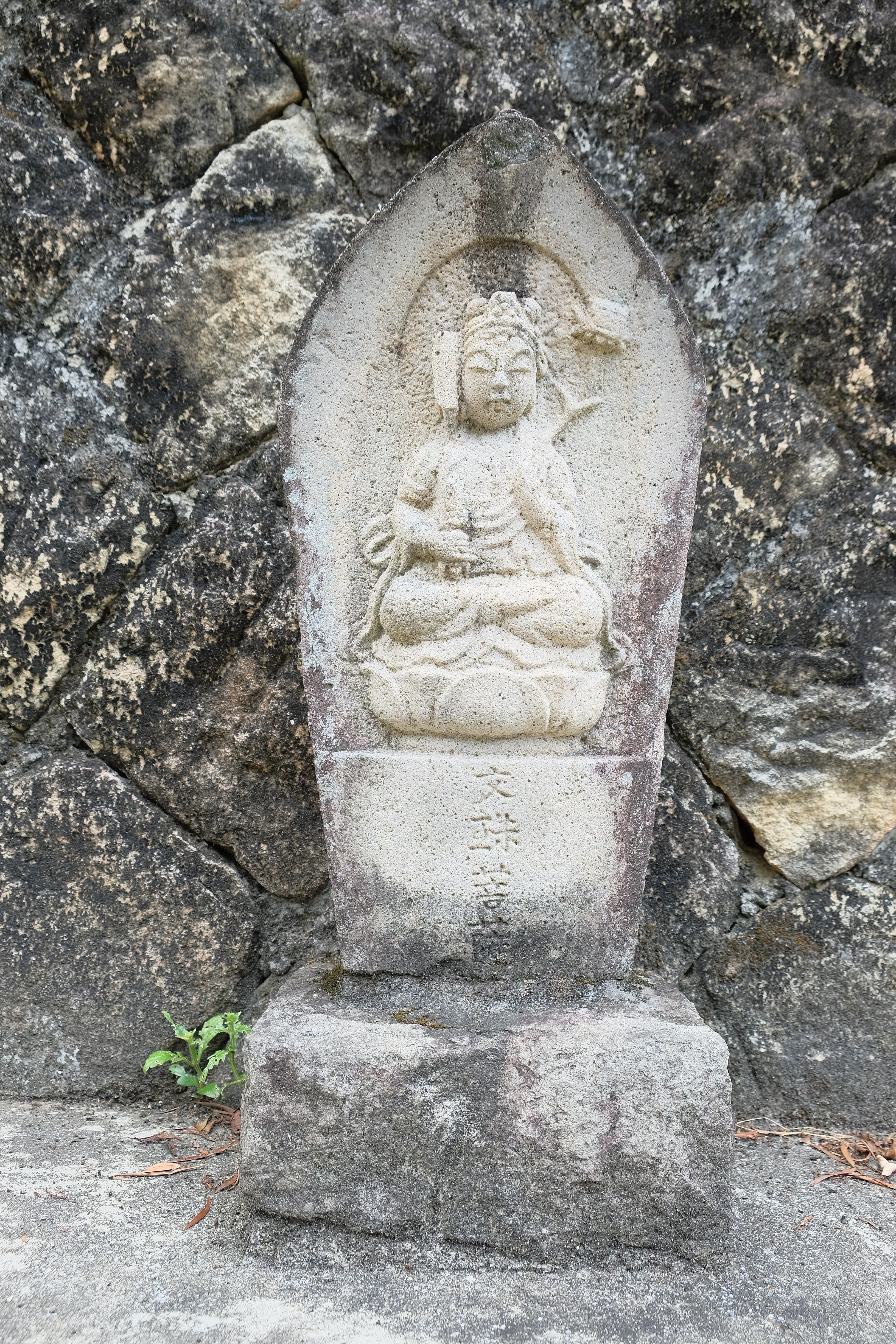
正願禪寺(文珠菩薩)（非四國系列，應為日本時代私人迎請）
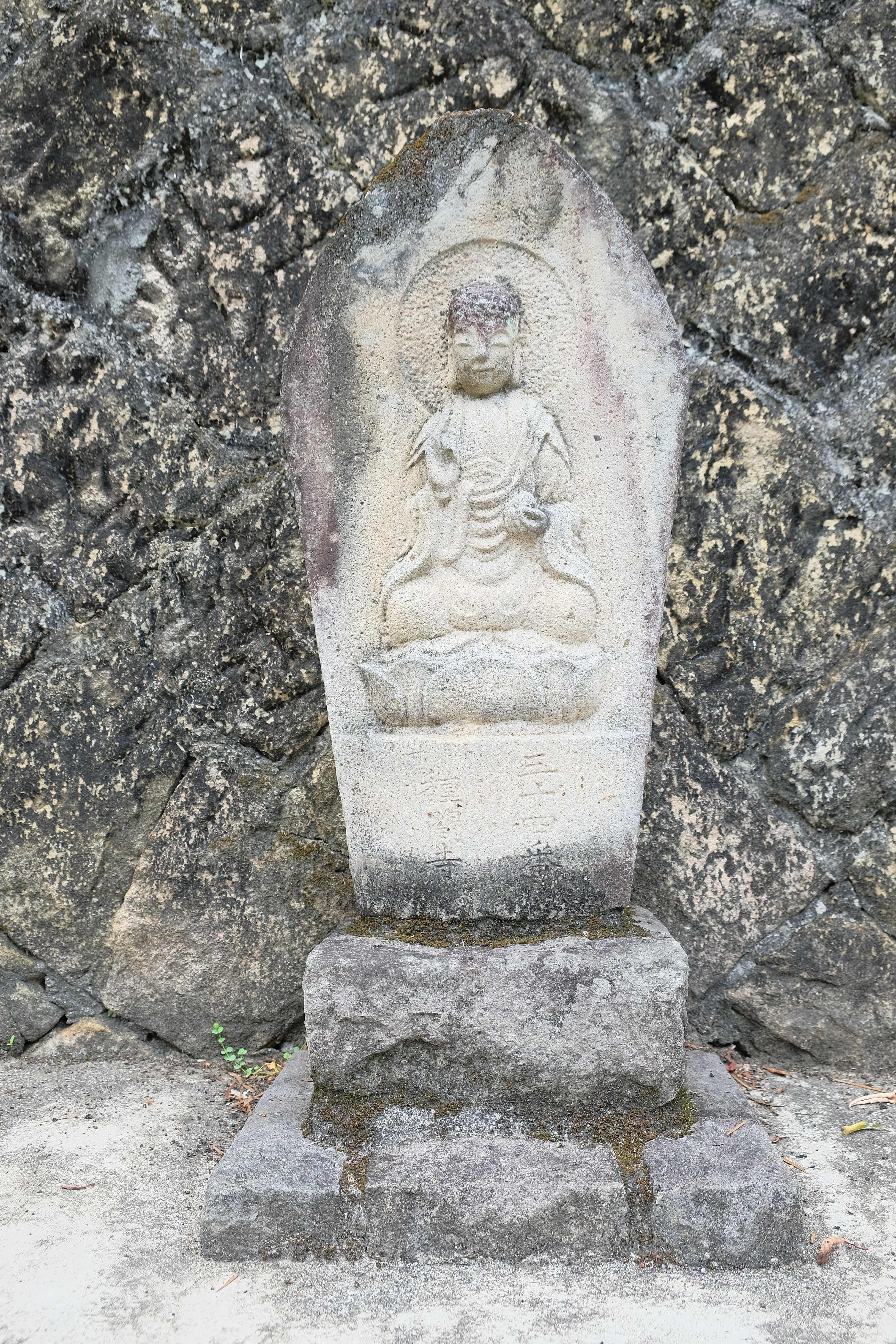
正願禪寺(第三十四番種間寺薬師如来)（34番）
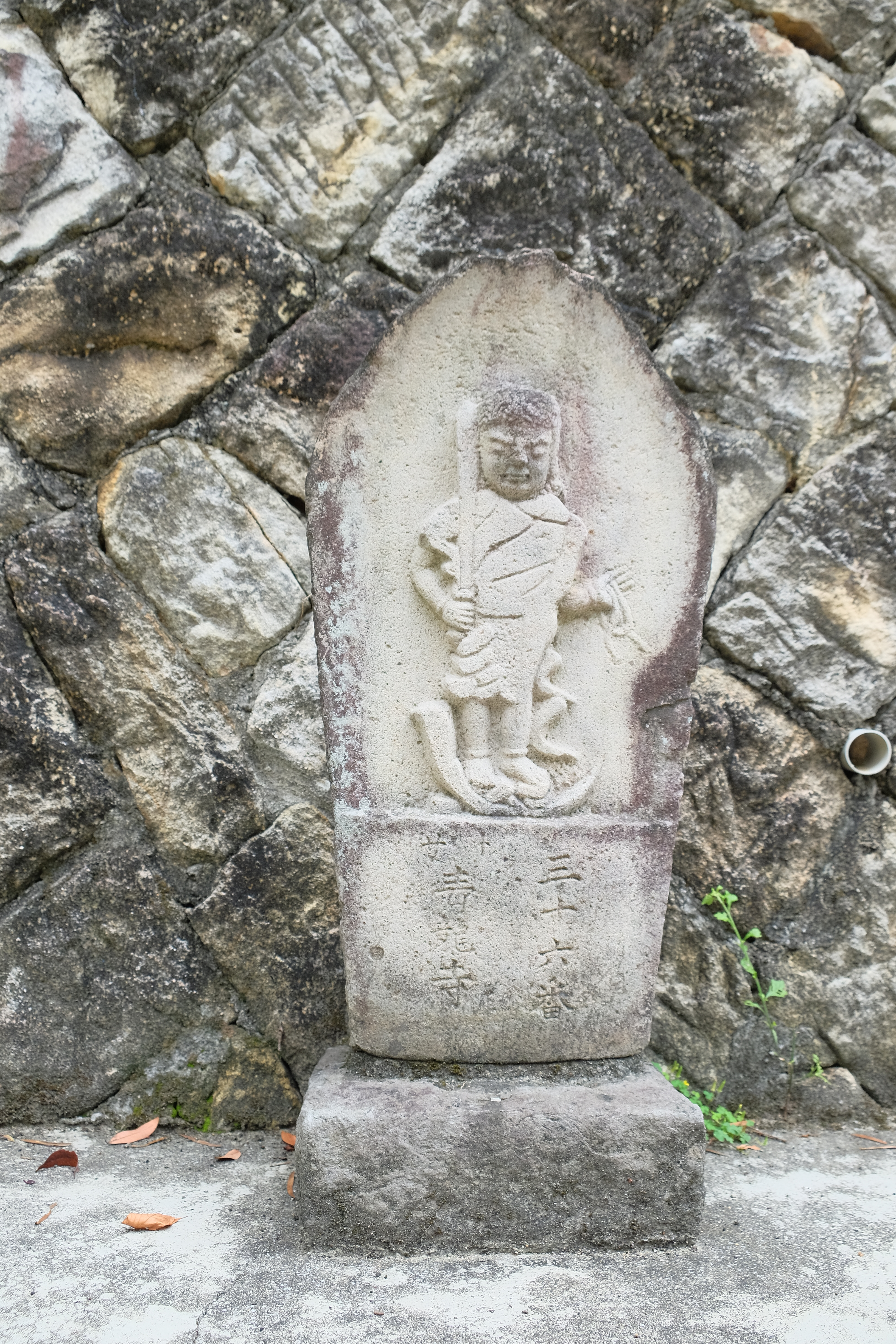
正願禪寺(第三十六番土佐青龍寺波切不動明王)（36番）
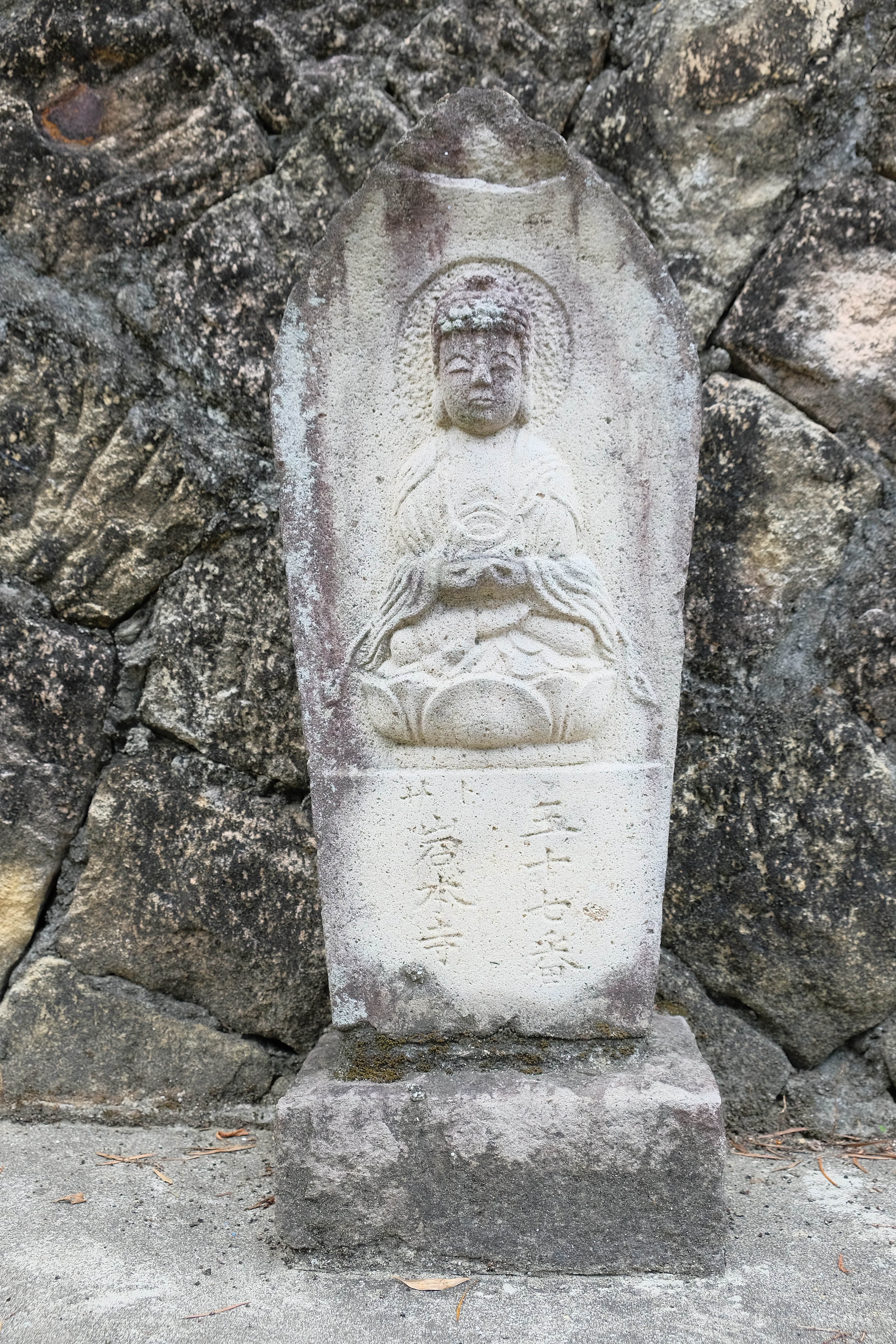
正願禪寺(第三十七番岩本寺阿弥陀如来)（37番）
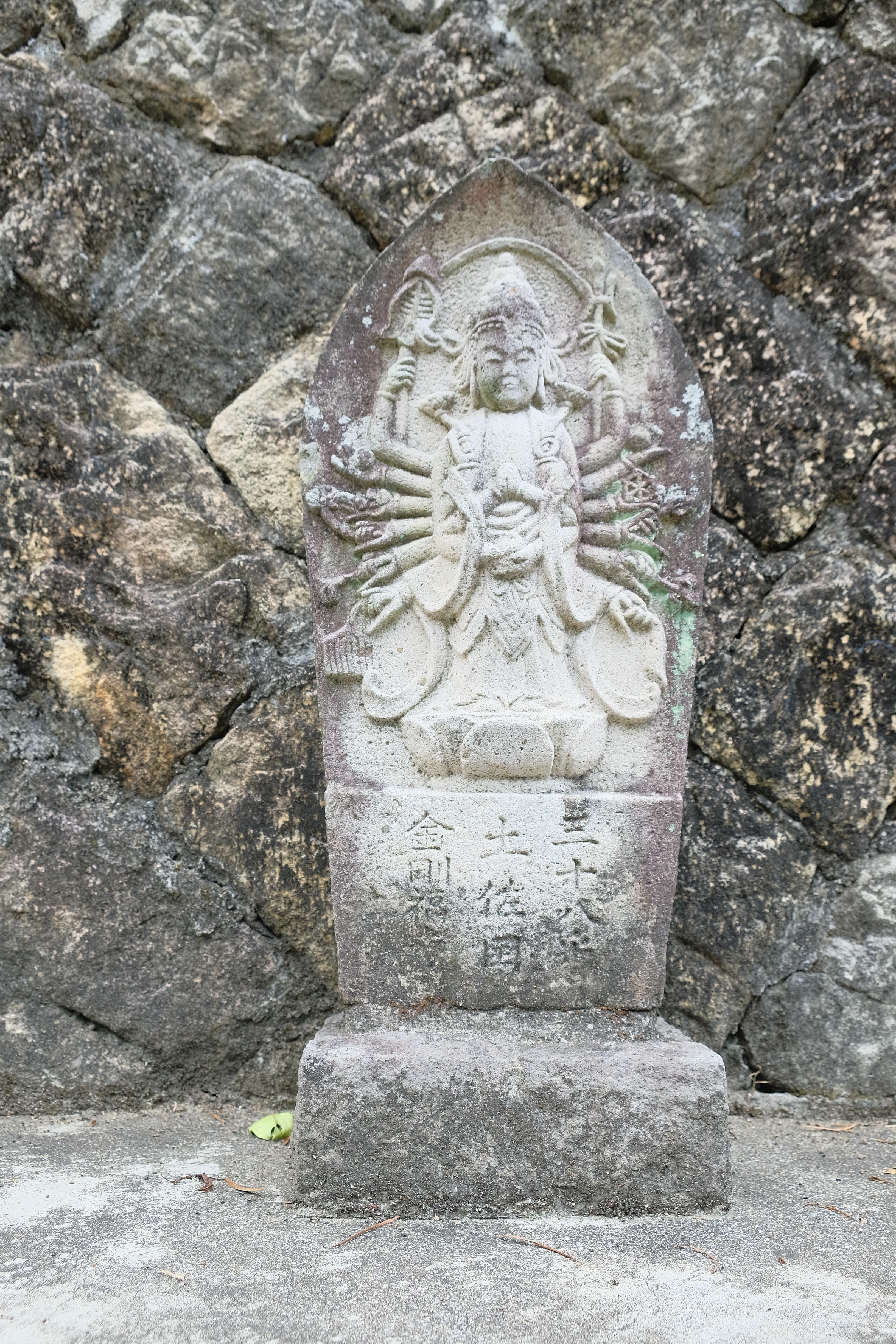
正願禪寺(第三十八番金剛福寺三面千手観世音菩薩)（38番）
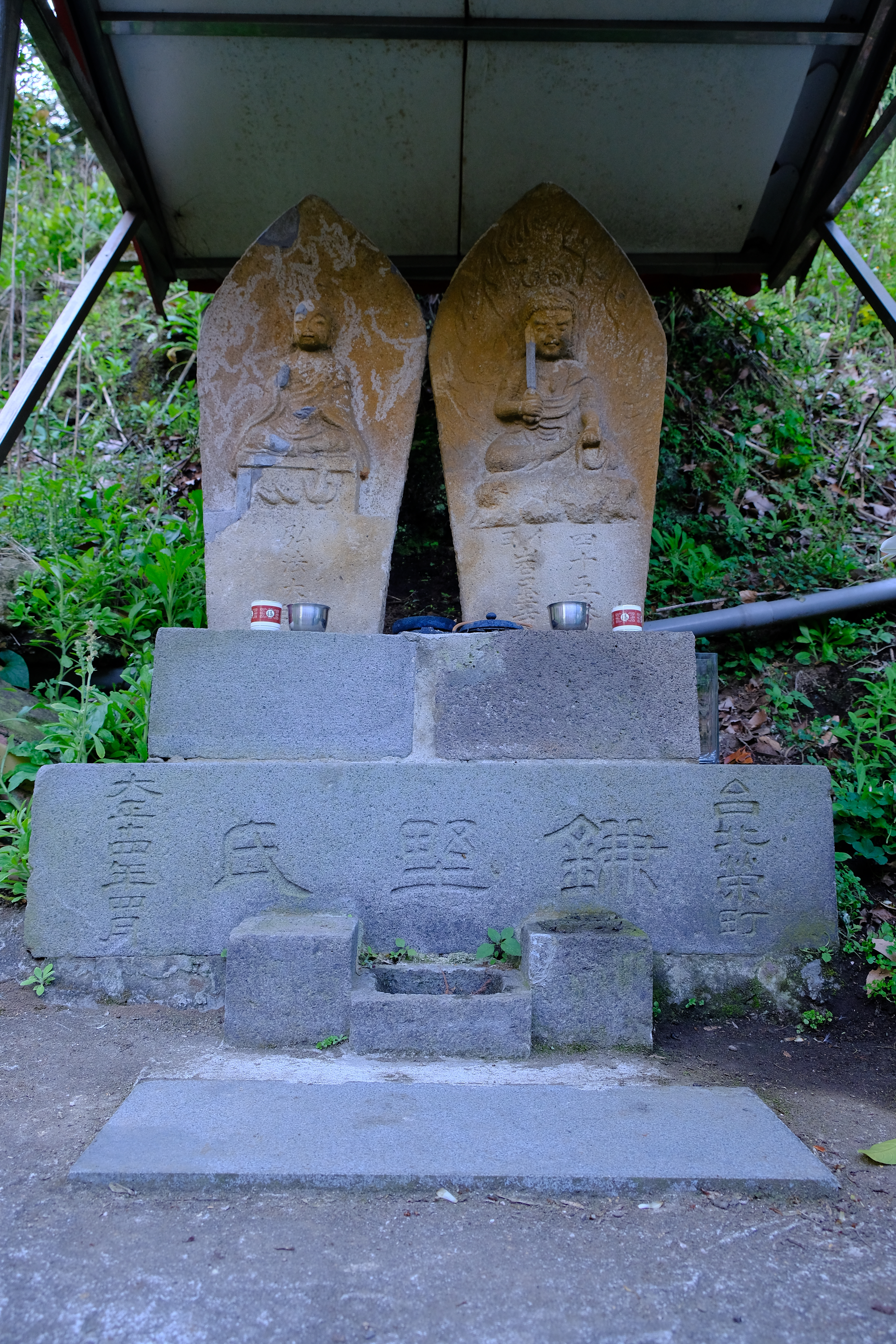
台北市陽明山(第四十五番岩屋寺不動明王&弘法大師)（45番）
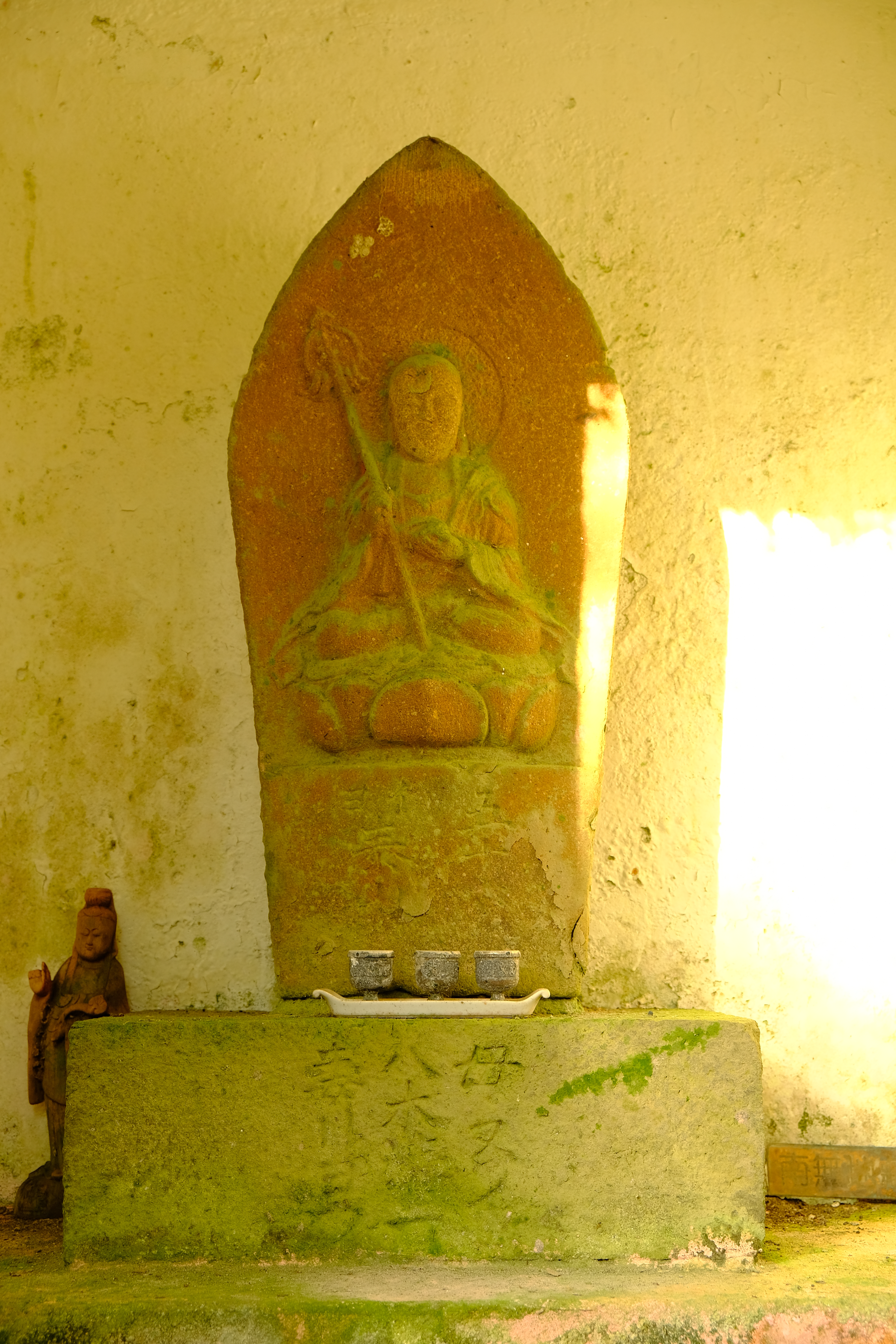
台北市陽明山(第五十六番金輪山泰山寺地藏菩薩)（56番）
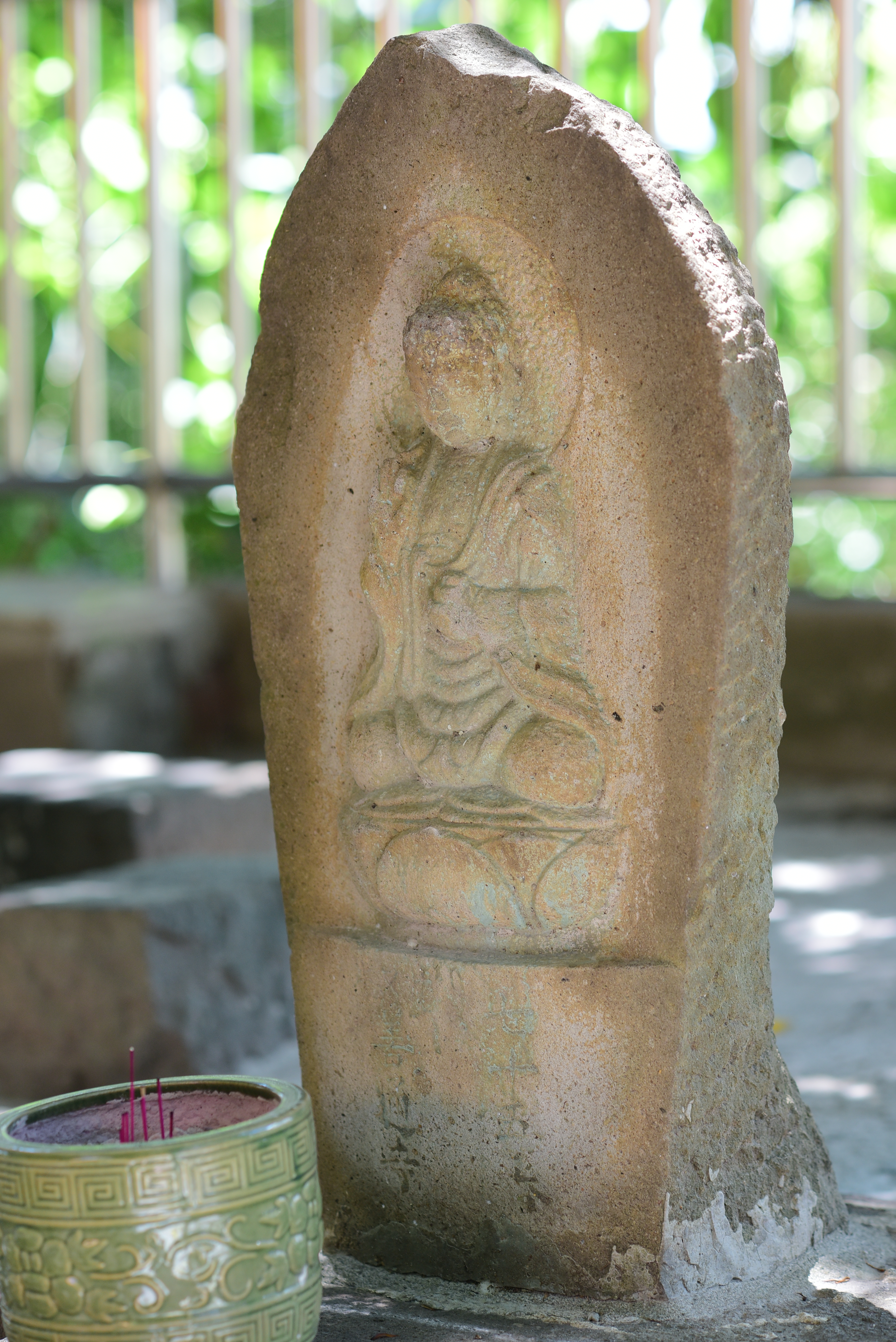
臨濟護國禪寺(第七十五番善通寺薬師如来)（75番）
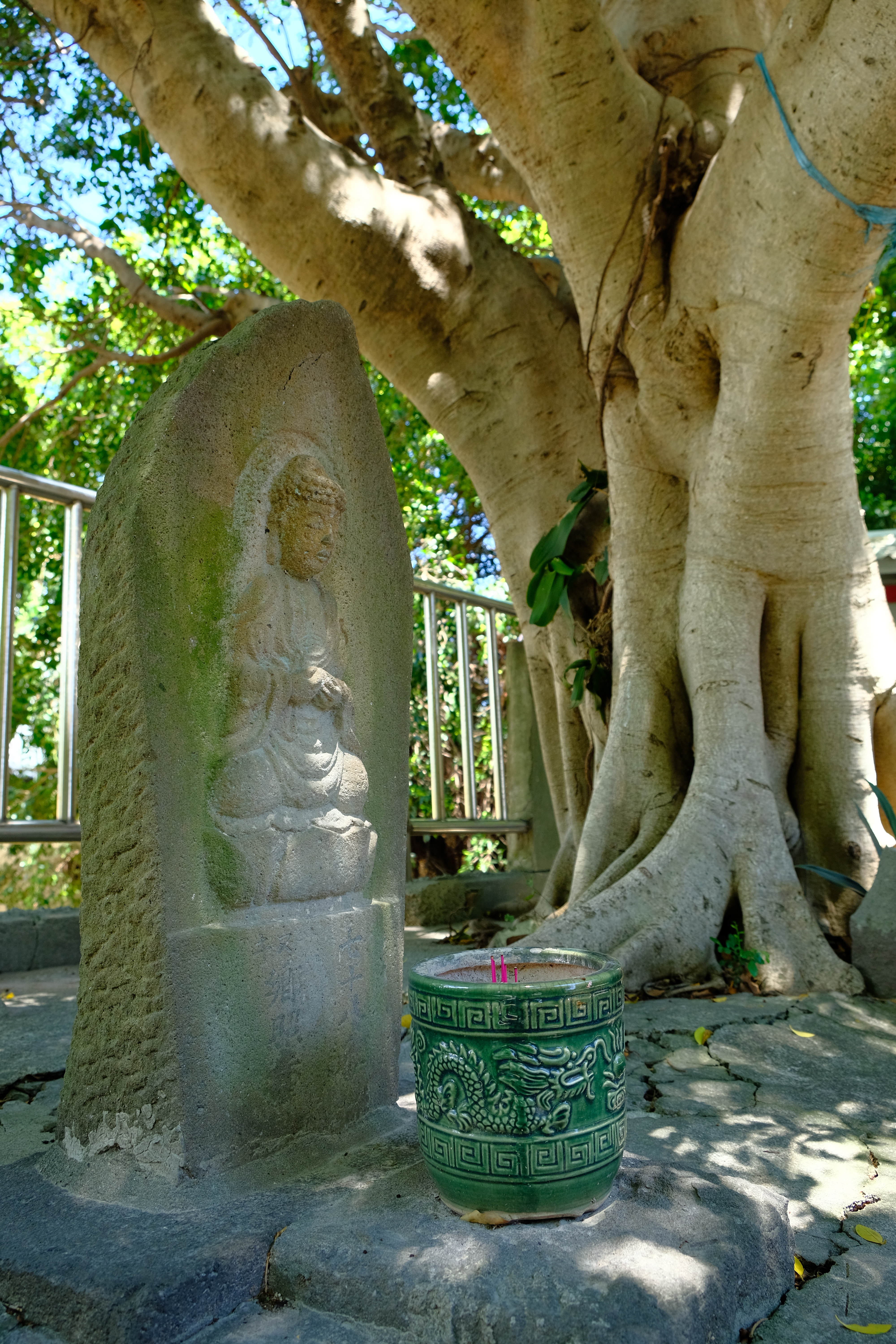
臨濟護國禪寺(第七十八番サヌキ郷照寺阿弥陀如来)（78番）
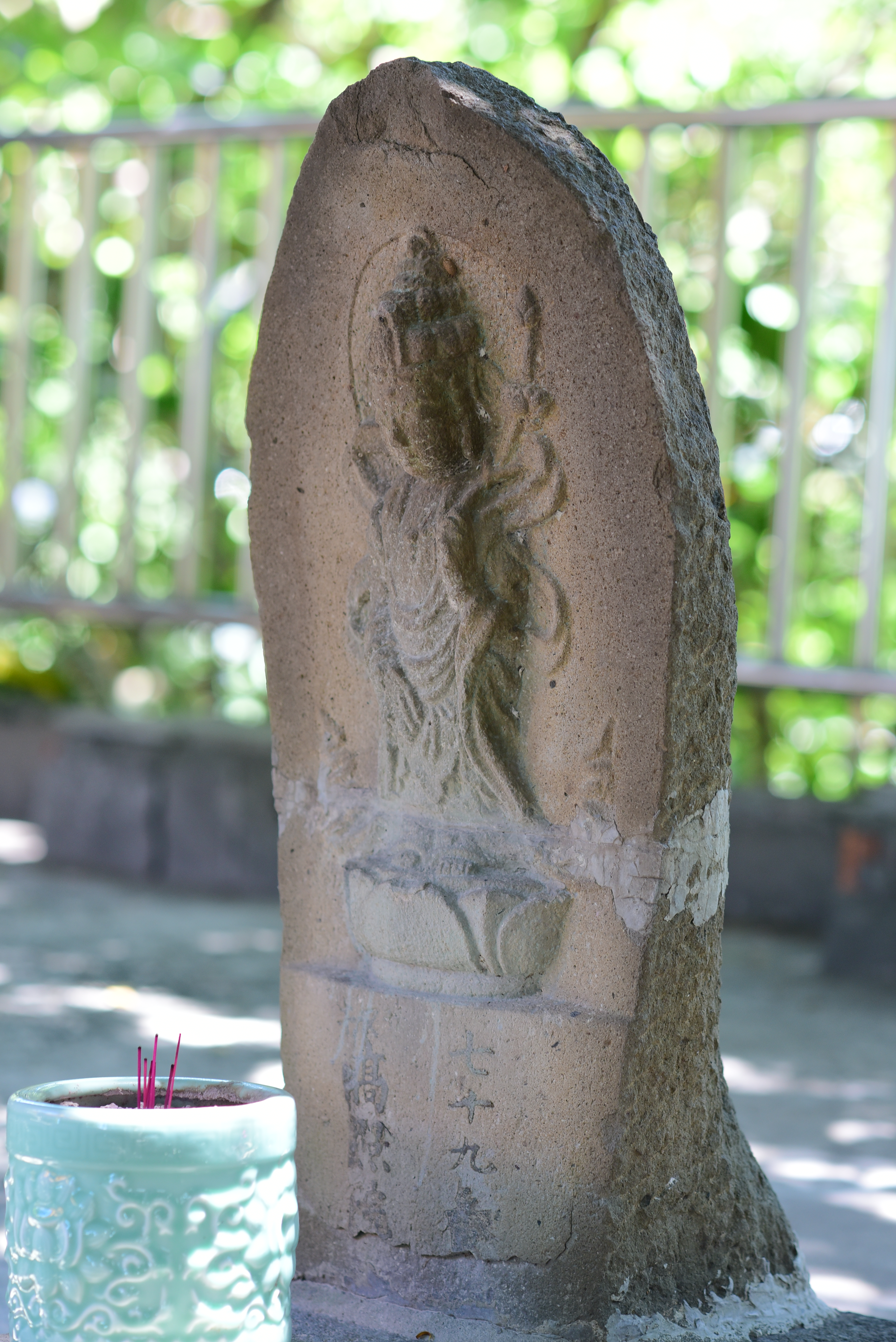
臨濟護國禪寺(第七十九番高照院天皇寺十一面観世音菩薩)（79番）
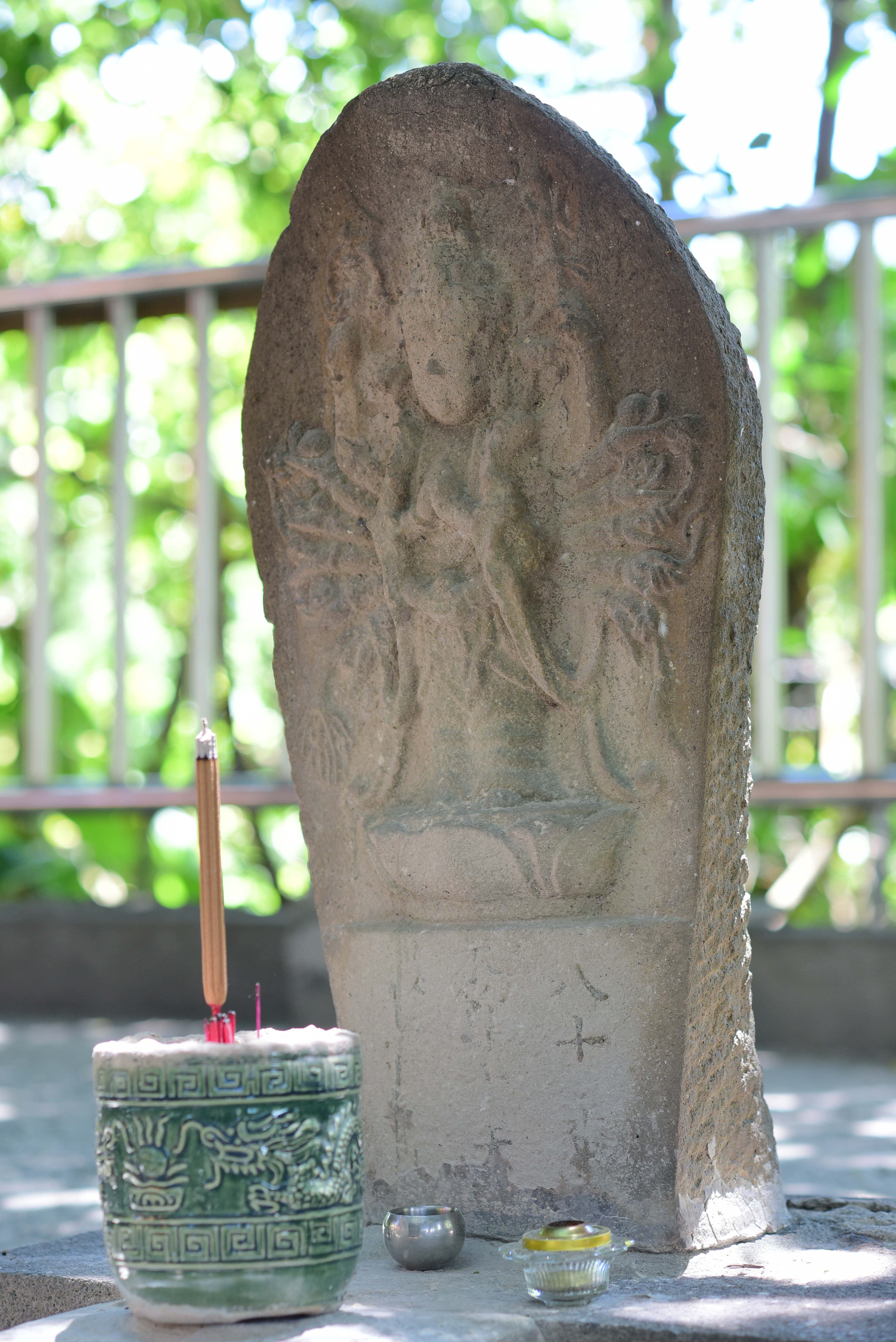
臨濟護國禪寺(第八十番國分寺十一面千手観音菩薩)（80番）
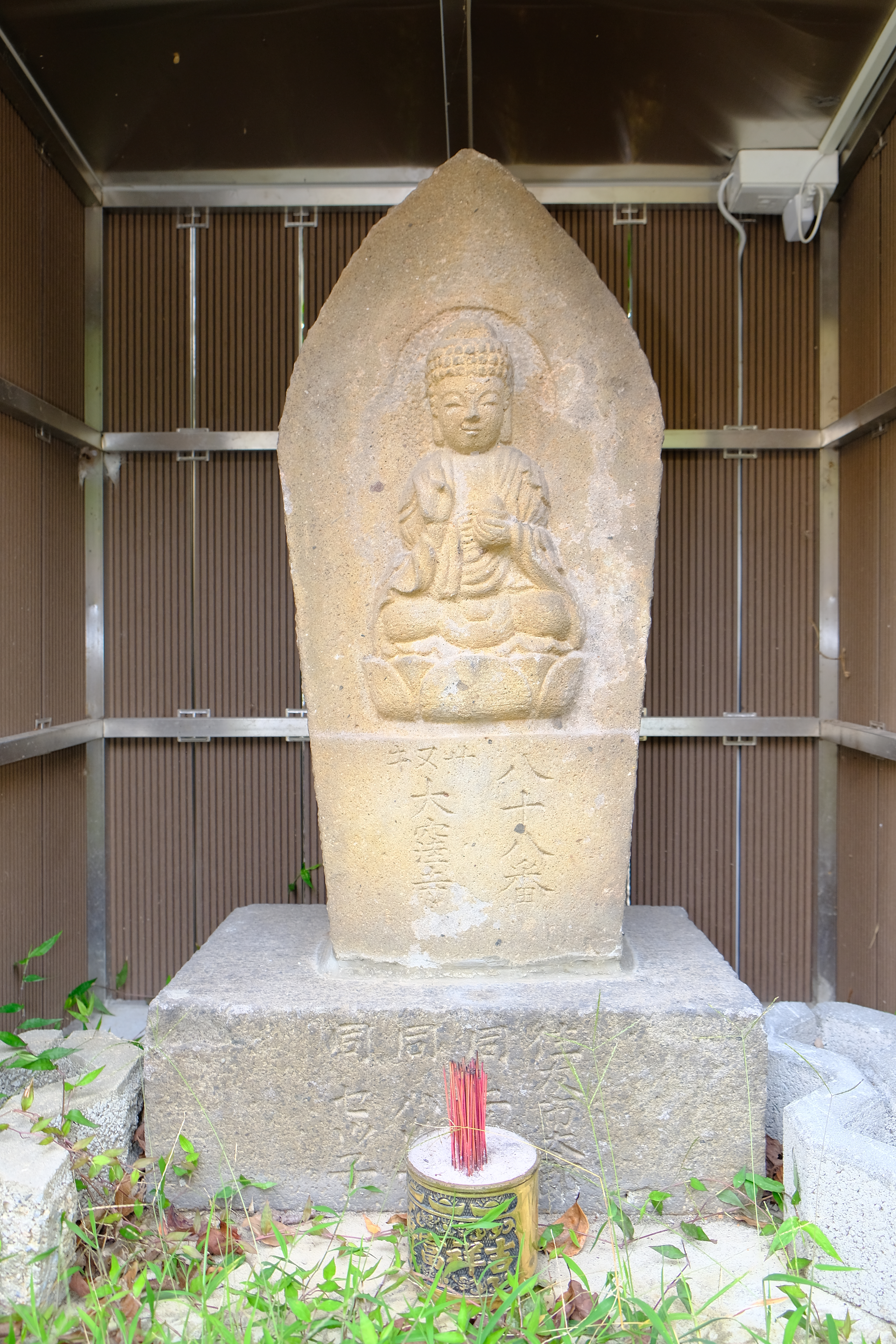
北投登山路鳳梨宅(第八十八番醫王山大窪寺藥師如來)（88番）

## 關連項目
- 弘法寺
- 四國八十八箇所
- 攝津國八十八箇所
- 台北西國三十三所觀音靈場
- 慶修院